# Carandaí
Carandaí is een gemeente in de Braziliaanse deelstaat Minas Gerais. De gemeente telt 22.240 inwoners (schatting 2009).

## Aangrenzende gemeenten
De gemeente grenst aan Barbacena, Barroso, Capela Nova, Caranaíba, Casa Grande, Cristiano Otoni, Dores de Campos, Lagoa Dourada, Prados, Ressaquinha en Senhora dos Remédios.

## Verkeer en vervoer
De plaats ligt aan de radiale snelweg BR-040 tussen Brasilia en Rio de Janeiro. Daarnaast ligt ze aan de weg MG-275.